# Hatachi no Morning Musume
Albums par Morning Musume
15 Thank You, Too
(2017)
Singles
1. Ai no Tane (20th Anniversary Ver.)
Sortie : 3 novembre 2017
2. Gosenfu no Tasuki
Sortie : 30 novembre 2017
3. Morning Coffee (20th Anniversary Ver.)
Sortie : 28 janvier 2018
4. Hana ga Saku Taiyō  Abite
Sortie : 28 janvier 2018

Hatachi no Morning Musume (二十歳のモーニング娘。, trad. « 20 ans de Morning Musume ») est un mini-album du sous-groupe Morning Musume 20th, sorti en 2018.

## Présentation
Il s'agit d'un album fêtant les 20 ans de carrière du groupe de J-Pop Morning Musume. Les interprètes principales sont les cinq membres fondatrices du groupe en 1997 ainsi que les treize membres actuelles du groupe en 2018. Il s'agit du premier album incluant la formation 2018 du groupe original.
C'est le premier album sorti après le départ de la membre de la 10ème génération Haruka Kudō qui a quitté le groupe en décembre 2017 ; elle est cependant présente sur deux chansons sorties en singles avant son départ.
L'album sort en deux versions : Une régulière et une limitée contenant un DVD en supplément.
Y figurent les quatre singles digitaux sortis entre novembre 2017 et le 28 janvier 2018 (dont les reprises de Ai no Tane et Morning Coffee), et quatre nouvelles chansons. L'une d'elles est interprétée par toutes les leaders qui se sont succédé à la tête de Morning Musume durant ces vingt années (soit neuf leaders, dont six ne font pas partie de "Morning Musume 20th") tandis que d'autres ne sont chantées que par quelques membres. Une chanson est interprétée seulement par les cinq membres originales, ce qui n'était plus arrivé depuis Morning Coffee en 1998.
Le DVD contient les interviews des membres originales, les moments du concert du 21 novembre 2017 de la tournée Morning Musume Tanjou 20 Shuunen Kinen Concert Tour 2017 Aki ~We are Morning Musume~ ~ 2017/11/21 at Nippon Budokan avec les anciennes membres et les clips de Ai no Tane (20th anniversary) et de Gosenfu no Tasuki

## Formation
- 1re génération : Yuko Nakazawa, Aya Ishiguro, Kaori Iida, Natsumi Abe, Asuka Fukuda
- 9e génération : Mizuki Fukumura, Erina Ikuta
- 10e génération : Haruna Iikubo, Ayumi Ishida, Masaki Satō
- 11e génération : Sakura Oda
- 12e génération : Haruna Ogata, Miki Nonaka, Maria Makino, Akane Haga
- 13e génération : Kaede Kaga, Reina Yokoyama
- 14e génération : Chisaki Morito

Autres participantes non-créditées sur la pochette : 
- 2e génération : Mari Yaguchi (piste n°2)
- 4e génération : Hitomi Yoshizawa (piste n°2), Nozomi Tsuji (DVD)
- 5e génération : Ai Takahashi (piste n°2), Risa Niigaki (piste n°2)
- 6e génération : Miki Fujimoto (piste n°2), Sayumi Michishige (piste n°2), Reina Tanaka (DVD)
- 9e génération : Haruka Kudō (pistes n°7 et 8)

## Liste des titres
| 1. | Morning Coffee (20th Anniversary Ver.) (モーニングコーヒー...)                                  | Single digital du 28/01/2018                                                                                     | 04:10 |
| 2. | We Are Leaders! ~Leader'tte no mo Tsurai Mono~ (WE ARE LEADERS! ～リーダーってのもつらいもの～) | Titre inédit chanté par Nakazawa, Iida, Yaguchi, Yoshizawa, Fujimoto, Takahashi, Niigaki, Michishige et Fukumura | 04:28 |
| 3. | Hana ga Saku Taiyō Abite (花が咲く 太陽浴びて)                                                  | Par Morning Musume '18, single digital du 28/01/2018                                                             | 04:17 |
| 4. | Endless Home (ENDLESS HOME)                                                                     | Titre inédit, par Abe, Fukumura et Oda                                                                           | 05:41 |
| 5. | Otenki no Hi no Matsuri (お天気の日のお祭り)                                                    | Par Morning Musume '18                                                                                           | 04:31 |
| 6. | Tane wa Tsubasa (Wings of the Seed) (タネはツバサ ...)                                          | Titre inédit, par la 1ère génération                                                                             | 04:12 |
| 7. | Gosefu no Tasuki (五線譜のたすき)                                                               | Par Morning Musume'17, single digital du 30/11/2017                                                              | 04:28 |
| 8. | Ai no Tane (20th Anniversary Ver.) (愛の種...)                                                  | Single digital du 3/11/2017                                                                                      | 04:10 |

| 1.  | Interview de Yuko Nakazawa (中澤裕子 インタビュー)                       |  |
| 2.  | Interview d'Aya Ishiguro (石黒彩 インタビュー)                           |  |
| 3.  | Interview de Kaori Iida (飯田圭織 インタビュー)                          |  |
| 4.  | Interview de Natsumi Abe (安倍なつみ インタビュー)                       |  |
| 5.  | Interview de Fukuda Asuka (福田明日香 インタビュー)                      |  |
| 6.  | Shbondama (シャボン玉)                                                   |  |
| 7.  | Resonant Blue (リゾナント ブルー)                                        |  |
| 8.  | MC (MC)                                                                  |  |
| 9.  | Siki da na Kimi ga (好きだな君が)                                        |  |
| 10. | Robo Kiss (ロボキッス)                                                   |  |
| 11. | MC (MC)                                                                  |  |
| 12. | Ai no Tane (20th Anniversary Ver.) MV (愛の種(20th Anniversary Ver.) MV) |  |
| 13. | Gosenfu no Tasuki MV (五線譜のたすき MV)                                 |  |

## Crédits
- Paroles : Tsunku (pistes #1, #3, #5) ; Kenichi Maeyamada (#2) ; Seiko Omori (#4); Kenzō Saeki (#6, #8); Ameko Kodama (#7)
- Musiques : Tsunku (pistes #1, #3, #5) ; Kenichi Maeyamada (#2) ; Seiko Omori (#4) ; Tetsutaro Sakurai (#6, #8) ; Sho Hoshibe (#7)
- Arrangements : Shunsuke Suzuki (pistes #1, #8) ; Yuichi Takahashi (#2) ; Shoichiro Hirata (#3) ; Tomoki Kikuya (#4) ; Yusuke Itagaki (#5); Shin Kono (#6) ; Yusuke Kato et Sho Hoshibe (#7)